# Tusse
Tousin Michael Chiza (República Democrática do Congo, 1 de janeiro de 2002), mais conhecido como Tusse, é um cantor sueco-congolês.

## Biografia
Tousin nasceu no Congo-Kinshasa mas teve de fugir do seu país de origem aos 4 anos de idade, viveu num campo de refugiados na Uganda com a sua família biológica. Em 2010 chegou sozinho à Suécia como refugiado, e em 2015 foi adotado por uma família de Kullsbjörken, localidade onde reside até hoje. Participou como cantor no programa de talentos sueco «Talang 2018», que foi transmitido na TV4, onde chegou às semifinais antes de ser eliminado. Tusse foi finalista do Ídolos da Suécia em 2019, transmitido pela TV4, ao lado de Freddie Liljegren, onde sagrou-se vencedor.

### Melodifestivalen e Eurovisão
Tusse participou do Melodifestivalen 2021 com a música «Voices» e classificou-se diretamente para a final, marcada para 13 de março de 2021, onde sagrou-se vencedor com 175, o que permitiu-lhe representar a Suécia no Festival Eurovisão da Canção 2021 em Roterdão, nos Países Baixos. Após seu primeiro ensaio na Eurovisão, o cantor foi vítima de comentários racistas nas redes sociais. Na semifinal, Tusse conseguiu classificar-se para a final.

## Discografia

### Singles
| Título                                                                  | Ano  | Melhores posições nas listas | Certificação    | Álbum             |
| Título                                                                  | Ano  | SWE                          | Certificação    | Álbum             |
| ----------------------------------------------------------------------- | ---- | ---------------------------- | --------------- | ----------------- |
| "How Will I Know"                                                       | 2019 | —                            |                 | Músicas sem álbum |
| "Rain"                                                                  | 2019 | 63                           |                 | Músicas sem álbum |
| "Innan du går"                                                          | 2020 | —                            |                 | Músicas sem álbum |
| "Jag tror på sommaren"                                                  | 2020 | —                            |                 | Músicas sem álbum |
| "Crash"                                                                 | 2020 | —                            |                 | Músicas sem álbum |
| "Voices"                                                                | 2021 | 1                            | - GLF: Platinum | Músicas sem álbum |
| "I Wanna Be Someone Who's Loved- from the Netflix Series "Young royals" | 2022 | .                            |                 |                   |